# メリル (企業)
株式会社メリル（英: Meril Inc.）は、静岡県静岡市に本社を置く日本のIT企業である。

## 概要
2015年に中島大介によって設立され、Webメディア運営、Webコンサルティング、Webマーケティング支援、オウンドメディア構築などを主な事業としている。

## 沿革
- 2015年5月 株式会社メリルを静岡県静岡市で設立
- 2019年5月 Webサービス「子育て相談ドットコム」をスタート
- 2020年4月 YouTubeチャンネル「ウェブ職TV」をスタート
- 2022年11月 朝日新聞出版より「ブログ歴17年のプロが教える売れる文章術　ブログライティングの教科書」を出版
- 2024年8月 SBクリエイティブより「この一冊で全部わかる　ChatGPT & Copilotの教科書」を出版
- 2024年11月 大阪豊中市役所やサイバーエージェント社などと共同で、子ども家庭庁の「こども・子育て分野における生成AI利用実証」の実証事業に参画[1][2]
- 2025年2月「この一冊で全部わかる　ChatGPT & Copilotの教科書」が、ITエンジニア本大賞2025の技術書部門ベスト3に選出される[3]
- 2025年4月生成AIを活用した子育て相談チャットボットの構築および子育て相談体制の充実に関する協定を豊中市と締結する[4]

## 代表取締役 中島大介[5]の来歴・人物
1986年生まれ。三重県出身。2005年に大学1年生でブログを始める。2011年には大阪のITベンチャー企業へ就職。2014年7月に独立し2015年5月に法人化して株式会社メリルを設立した。

## 代表取締役 中島大介の著書
- 「ブログ歴17年のプロが教える売れる文章術　ブログライティングの教科書」朝日新聞出版 2022/11/18[8]
- 「この一冊で全部わかる　ChatGPT ＆ Copilotの教科書」 SBクリエイティブ 2024/8/2[9]

## 受賞
代表の中島大介による著書『この一冊で全部わかる ChatGPT & Copilotの教科書』（SBクリエイティブ、2024年）は、
翔泳社主催「ITエンジニア本大賞2025」技術書部門でベスト3に選出された。

## 社会的取り組み
2025年4月16日、大阪府豊中市と株式会社メリルは、生成AIを活用した子育て相談チャットボットの構築に関する協定を締結した。
本協定は「関西初の24時間子育て相談AIチャットボット実証」として行政DX専門メディアに取り上げられ、
子育て支援分野での先進事例として注目を集めた。